# Азбука комунізму
«А́збука комуні́зму» (рос. Азбука коммунизма) — книга, написана Миколою Бухаріним і Євгеном Преображенським у 1919 році під час громадянської війни в Росії. Первісною метою книги було переконати пролетаріат Росії підтримати більшовиків, втім урешті вона стала «підручником елементарних знань з комунізму». «Азбука комунізму» — найвідоміший і найтиражованіший з усіх досталінських викладів більшовизму, свого часу книга була найбільш читаною політичною працею в РРФСР.
Співавторство Преображенського згодом «напівзабулось», у результаті чого «Азбука» стала асоціюватися виключно з Бухаріним, підвищуючи репутацію тільки йому.

## Історичне тло
Під час Жовтневої революції, що була частиною Російської революції, відбулося збройне повстання. Традиційно воно датується 25 жовтня 1917 року за юліанським календарем (7 листопада 1917 року за григоріанським календарем). Це був другий етап загальної російської революції 1917 року після Лютневої революції того ж року. Жовтнева революція скинула російський Тимчасовий уряд і передала владу Радам, де домінували більшовики. За нею послідувала громадянська війна в Росії (1917–1922) і створення Радянського Союзу в 1922 році.
Революцію очолили більшовики. Більшовицькі збройні сили розпочали захоплення урядових будівель 24 жовтня, а 25 жовтня (за старим стилем) було захоплено Зимовий палац (резиденція Тимчасового уряду, розташована в російській столиці Петрограді).

## Написання
«Азбука комунізму» була написана під час громадянської війни, з метою переконати громадян Росії підтримати більшовиків. Відповідно до періоду, в який книга була написана, її настрій відбивав воєнний комунізм, войовничий оптимізм. Книга становила виклад утопійних сподівань, а не радянської дійсності.

## Текст книги
- російською;
- англійською: 1, 2.[Заввага 1]

## Завваги
1. ↑  Перший англійський переклад Патріка Лавіна було опубліковано Марксівським освітнім товариством у Детройті, штат Мічиган, у 1921 році. Другий англійський переклад, зроблений Сідаром та Іденом Полом, був опублікований Комуністичною партією Великої Британії у 1922 році.